# Final Fantasy Pixel Remaster
Final Fantasy Pixel Remaster (ファイナルファンタジー ピクセルリマスター, Fainaru Fantajī Pikuseru Rimasutā) est une série de jeux vidéo proposant une remastérisation des six premiers titres numérotés de la franchise Final Fantasy. Les six jeux utilisent le moteur de jeu Unity. Ils sont commercialisés sur Windows, Android et iOS entre le 28 juillet 2021 et le 23 février 2022, puis sur Nintendo Switch et PlayStation 4 le 19 avril 2023. La saga est rendue disponible sur Xbox Series le 26 septembre 2024.

## Vue d'ensemble
Annoncé le 13 juin 2021 dans le cadre de la présentation estivale de Square Enix pour l'E3 2021 et publié sur iOS, Android et Microsoft Windows via Steam en juillet de la même année, les versions Pixel Remaster sont présentées comme les « remasters 2D ultimes » de leurs jeux respectifs .
Le travail des sprites semble être partiellement basé sur l'art présenté dans FF DOT: The Pixel Art of Final Fantasy, un livre d'art de 2018 qui présente des sprites réimaginés de nombreux titres de la série. Le pixel art des personnages des six titres a été entièrement remasterisé à partir de leurs versions originales par la pixelliste Kazuko Shibuya qui travaille sur la série Final Fantasy depuis le premier jeu,. Les remaster n'incluent pas certains des donjons et fonctionnalités bonus introduits dans les portages Game Boy Advance et les versions ultérieures basées sur ces derniers. Chaque version comporte une partition musicale remastérisée supervisée par le compositeur original, Nobuo Uematsu, ainsi que des ajustements supplémentaires tirés des versions précédentes. Plusieurs bogues et problèmes importants des titres originaux ont également été résolus.

## Lien avec les précédentes versions
Avec la sortie des Pixel Remaster, les précédentes versions Windows, iOS et Android de Final Fantasy V et Final Fantasy VI, ainsi que les précédentes versions iOS et Android de Final Fantasy et Final Fantasy II, ont été retirées de leurs magasins respectifs à partir du 29 juillet et ne sont plus disponibles à la vente. Les joueurs possédant déjà des licences pour les versions précédentes peuvent continuer à les installer et à y jouer jusqu'à ce que l'environnement d'exploitation change, moment auquel la fonctionnalité complète des anciennes versions ne peut être garantie. Étant donné que les versions 3D de Final Fantasy III et Final Fantasy IV sont toutes deux des versions établies avec un gameplay distinctif, elles restent disponibles sur tous les magasins d'applications et ont été renommées et reconditionnées début juin 2021.
Pixel Remaster est la première sortie officielle sur PC de Final Fantasy et Final Fantasy II, et la première sortie internationale de la version originale de Final Fantasy III, toutes les sorties internationales précédentes du jeu étant le remake 3D.

## Différences entre les versions
Contrairement aux versions précédentes des jeux (où Final Fantasy et Final Fantasy II étaient généralement portés en même temps, tandis que les autres jeux étaient portés en tant que projets individuels), les Pixel Remaster ont été réalisés à peu près en même temps, sur un moteur conçu pour supporter les fonctionnalités des six jeux à la fois. En conséquence, au-delà des ajustements mineurs normaux qui se produisent d'une version à l'autre, la conception générale du jeu et le style graphique sont beaucoup plus unifiés, et les mécanismes des jeux ressemblent davantage à ceux des versions ultérieures de la série. Ceci est particulièrement visible dans Final Fantasy II, qui a introduit plusieurs mécanismes récurrents, mais qui étaient souvent mis en œuvre d'une manière qui ne ressemblait pas à la façon dont le reste de la série allait les utiliser ; ces mécanismes ont été ajustés pour être plus proches de ces jeux ultérieurs. Des bogues ont également été corrigés dans tous les jeux, y compris ceux qui avaient été intentionnellement conservés dans d'autres versions.
À l'exception de Final Fantasy Pixel Remaster qui conserve certains objets introduits dans Dawn of Souls tout en les retravaillant pour tenir compte des modifications apportées au fonctionnement du MP, tout le contenu ajouté dans les versions Finest Fantasy for Advance ou ultérieures a été supprimé.

## Accueil

### Ventes
Le 2 mai 2023, Square Enix annonce avoir dépassé les 2 millions de ventes, puis les 3 millions d'unités le 5 septembre 2023. En mars 2025, les ventes dépassent les 5 millions d'exemplaires.